# Johann Melchior Molter

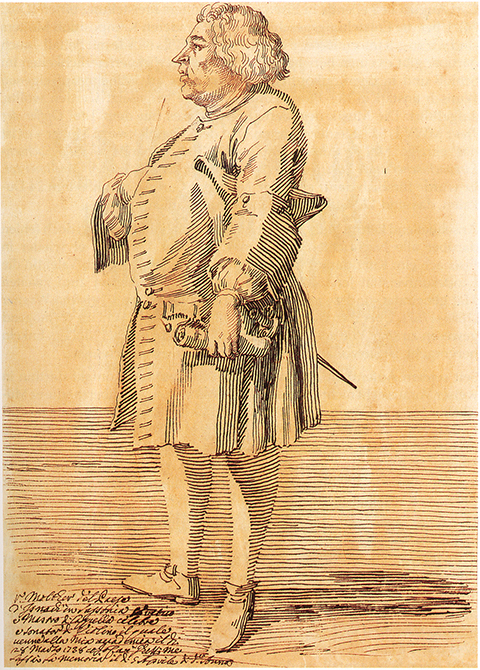
Johann Melchior Molter

Johann Melchior Molter (Tiefenort, 10 februari 1696 - Karlsruhe, 12 januari 1765) was een Duits componist en dirigent.
Johann Melchior Molter werd geboren in Tiefenort, in de buurt van Eisenach. Zijn vader was leraar en kantor. Op het gymnasium in Eisenach kreeg hij vermoedelijk les van Georg Philipp Telemann. In 1715 verliet hij Eisenach en na twee jaar trad hij als violist in dienst bij de markgraaf Carl Wilhelm von Baden-Durlach die in Karlsruhe zetelde. Op 12 juli 1718 trouwde hij met Maria Salome Rollwagen uit Hagsfeld. Johann Melchior Molter kreeg verlof en geld van de markgraaf om in Venetië en Rome verder te studeren.
Na het afronden van zijn studie keerde Molter terug in dienst van de markgraaf van Baden-Durlach. In 1733 moest deze echter vluchten vanwege een oorlog en dit betekende ook het einde van het dienstverband van Molter. Hij vertrok naar Saksen-Eisenach en volgde daar Johann Adam Birckenstock op als hofkapelmeester.
In 1737 overleed Molters vrouw. Molter vertrok daarop voor een studieverlof naar Italië, maar hij keerde na de dood van markgraaf Carl Wilhelm von Baden-Durlach (12 mei 1738) weer tijdelijk terug naar Karsruhe om een rouwlied te componeren en op te voeren (Wenn Fürsten ihre Häupter neigen). In mei 1738 trouwde hij met Maria Christina Wagner. Na nog een kort verblijf in Italië, keerde Molter in oktober 1738 terug naar Eisenach. In 1743 keerde hij definitief terug naar Karlsruhe om te gaan werken voor de nieuwe markgraaf Carl Friedrich von Baden-Durlach.
Molter stierf op 69-jarige leeftijd in Karlsruhe. Hij was een van de meest productieve componisten van de 18e eeuw, maar raakte na zijn dood in vergetelheid. Zijn zoon Friedrich Valentin Molter was hoofdbibliothekaris van het hof in Karslruhe.